# Elvis Presley (álbum)
Elvis Presley es el álbum debut del músico y cantante estadounidense Elvis Presley, publicado por la compañía discográfica RCA Victor, con número de catálogo LPM 1254, el 23 de marzo de 1956. El contenido fue grabado en los estudios de RCA de Nashville, Tennessee  a mediados de enero y en los estudios de Nueva York de RCA a finales de enero. 
El álbum logró permanecer diez semanas en el n.º 1 de la lista Billboard Top Pop Albums el mismo año de su debut, convirtiéndose en el primer álbum de rock and roll en lograr escalar a la cima de un chart.  El acetato cosechó en su momento ventas que lo catapultaron a la categoría de disco de oro y actualmente está certificado por la RIAA como disco de platino 
Por otra parte varios de sus temas fueron editados en formato de sencillos y posteriormente formaron parte de otros compilados logrando ventas de manera independientes y conjuntas difíciles de contabilizar. 
"Elvis Presley" es uno de los álbumes más importantes en la historia de la música rock.  En 2003, la revista Rolling Stone lo colocó en la posición 55 de su lista de los 500 mejores álbumes de toda la historia, y es también el segundo álbum listado en el libro 1001 Albums You Must Hear Before You Die por Robert Dimery.
El diseño de la portada del álbum ha sido uno de los más reversionados a lo largo de los años por parte de otros artistas.  El álbum está catalogado como Disco de Platino por la RIAA. 

## Antecedentes
El 21 de noviembre de 1955, RCA Records compró el contrato de Elvis Presley a Sun Records por la cantidad de 35.000 $, gracias al ejecutivo de la RCA Steve Sholes. Presley y el rock and roll todavía no habían sido puestos a prueba en el negocio de la música, pero este álbum, junto con el n.º 1 que obtuvo Presley con el sencillo "Heartbreak Hotel", demostraron el poder de ventas de ambos: fue el primer álbum de rock en llegar al número 1, y el primer álbum pop de RCA que llegó a ventas millonarias.
Presley había realizado tres apariciones en el show televisivo de los hermanos Dorsey ("The Dorsey Brothers Stage Show") el 28 de enero, 4 y 11 de febrero de ese mismo año, por lo que RCA quiso en aquel momento lanzar un álbum para poder rentabilizar sus apariciones en la televisión nacional y el éxito de su primer sencillo en las listas pop, "Heartbreak Hotel".
Al mismo tiempo, Elvis sólo había realizado dos sesiones de grabación para RCA. Esas dos sesiones sumaban 11 temas, algo insuficiente para poder vender un LP completo, dado que algunas canciones tenían potencial.
country, Elvis y RCA decidieron incluir los cortes con canciones recientes de R&B. Dos de ellas, "Money Honey" de Jesse Stone, que Elvis conocía por la versión de Clyde McPhatter, y el éxito de 1955 de Ray Charles "I Got A Woman", llevaban tocándose más de un año en los conciertos de Elvis. La tercera fue el anuncio frenético al mundo de la existencia de Little Richard en 1955, "Tutti Frutti".  
También se incluyó un número del rockabilly, "Blue Suede Shoes", que no fue lanzado inicialmente como sencillo por la promesa que Steve Sholes hizo a Sam Phillips, propietario de Sun Records, para proteger la carrera de otro artista del sello, Carl Perkins, el autor de la canción. 
El 31 de agosto de 1955, RCA tomó la inusual decisión de lanzar el álbum completo en sencillos, junto con el nuevo sencillo de Elvis, "Shake, Rattle & Roll/Lawdy Miss Clawdy". El nuevo sencillo no entró en lista, pero "Blue Suede Shoes", lanzado como sencillo después de que la carrera de Perkins se hundiera debido a un accidente automovilístico, llegó al número 20 de las listas de sencillos.

## Lista de canciones
Cara A

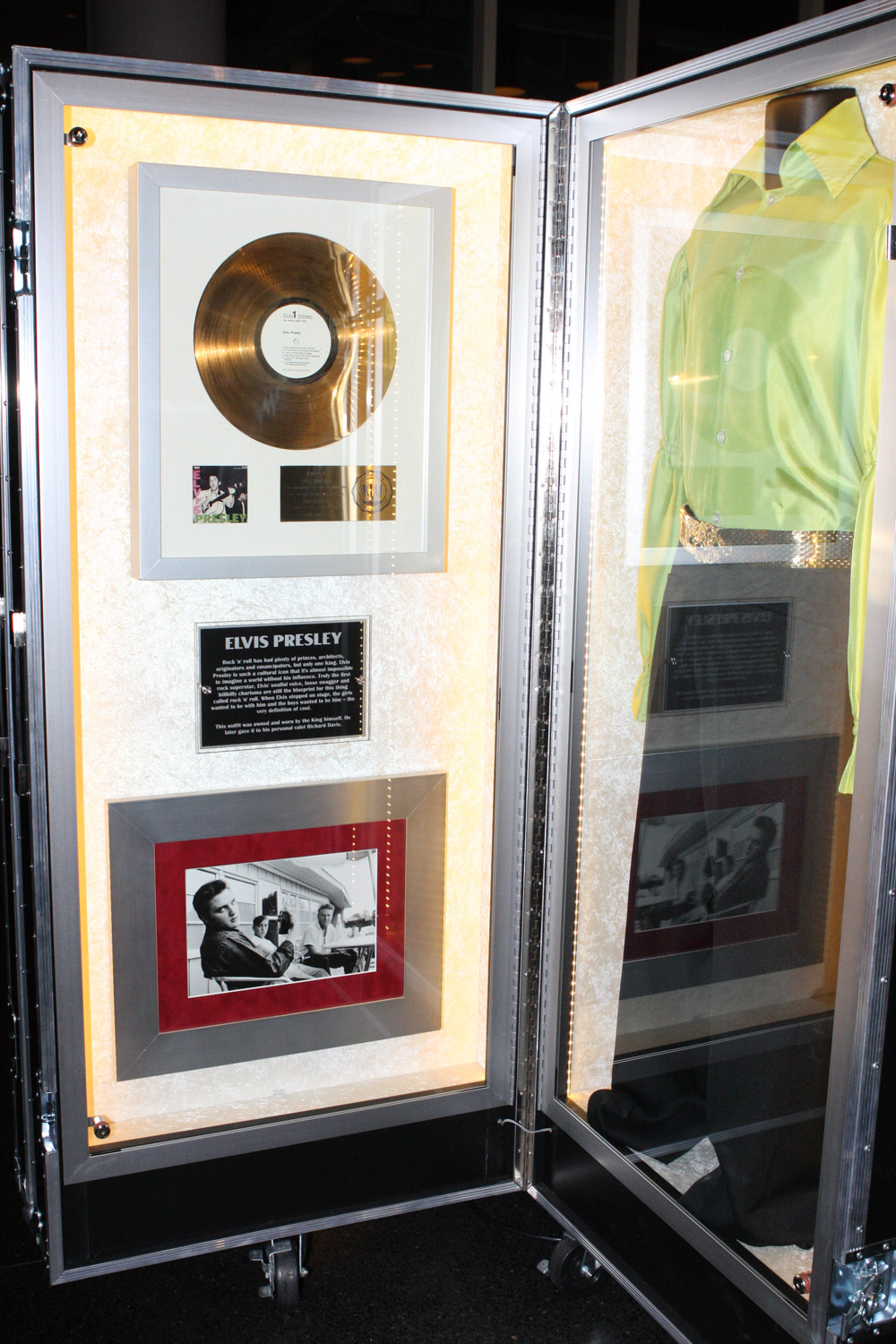
Disco de oro otorgado por la RIAA

1. "Blue Suede Shoes" (Carl Perkins) - 2:02
2. "I'm Counting on You" (Don Robertson) - 2:26
3. "I Got a Woman" (Ray Charles/Renald Richard) - 2:27
4. "One-Sided Love Affair" (Bill Campbell) - 2:10
5. "I Love You Because" (Leon Payne) - 2:44
6. "Just Because" (Sydney Robin/Bob Shelton/Joe Shelton) - 2:35

Cara B
1. "Tutti Frutti" (Dorothy LaBostrie/Richard Penniman) - 2:00
2. "Trying to Get to You" (Rose Marie McCoy/Margie Singleton) - 2:33
3. "I'm Gonna Sit Right Down and Cry (Over You)" (Howard Biggs/Joe Thomas) - 2:02
4. "I'll Never Let You Go (Lil' Darlin')" (Jimmy Wakely) - 2:25
5. "Blue Moon" (Richard Rodgers/Lorenz Hart) - 2:57
6. "Money Honey" (Jesse Stone) - 2:37

## Personal
- Elvis Presley - Voz, guitarra y piano.
- Scotty Moore - Guitarra.
- Chet Atkins - Guitarra.
- Floyd Cramer - Piano.
- Shorty Long - Piano.
- Marvin Hughes - Piano.
- Bill Black - Bajo.
- D. J. Fontana - Batería.
- Johnny Bernero - Batería en "Trying to Get to You".
- Gordon Stoker - Coros.
- Ben Speer - Coros.
- Brock Speer - Coros.

## Críticas
La página especializada Aallmusic calificó al álbum con el total de 5 estrellas. Discogs por su parte hace lo propio con 4.4 estrellas de un total de 5. 
El periodista y crítico musical Eduardo Izquierdo en su selección de los 10 mejores álbumes de Elvis, consideró a este primer álbum  "el disco que desde su portada contiene la esencia de lo que es y significa el rock and roll. La prueba palpable de quien merecía el título de rey" 
La página web Rockaxis incluye a Elvis Presley como uno de los 10 discos esenciales de Presley expresando al respecto de los temas de éste "Canciones que pavimentaron el camino hacia un éxito sin parangón, y a la inauguración de una revolución: este fue el primer álbum de rock n roll en alcanzar la cima del éxito en las listas de Estados Unidos (pasó 20 semanas en el chart de Billboard), y el primero en vender un millón de copias. La era rock comenzaba". 

## En la cultura popular
La banda británica The Clash para su tercer álbum Londong calling, diseño su portada con una tipografía similar a la del primer álbum de Elvis como homenaje al rey del rock. La portada fue nombrada como la novena "mejor portada de todos los tiempos" por la revista Q en 2001A su vez fue uno de los diseños más copiados a lo largo de la historia de la música moderna por otros artistas como Tom Waits en su álbum Rain Dogs Big Audio Dynamite con F-Punk, o Monkeys of Syion  entre otros. 
En su libro autobiográfico "Elvis y yo" Priscilla Presley cuenta que en 1956 vivía en una base militar en Texas y su padre le regaló el álbum luego de esperar frente a un FX con la mitad de la fuerza aérea del lugar pugnando por comprar un ejemplar, a lo que el coronel Beaulieu pensó "No sé de dónde habrá salido este Elvis pero debe de ser alguien especial. Todo el mundo desea comprar uno" 